# Cristian Ojovan
Cristian Ojovan (Moldavia, 4 de enero de 1997) es un jugador profesional moldavo de rugby que se desempeña en la posición de pilar derecho en ASM Clermont Auvergne, equipo perteneciente a la liga Top 14.

## Carrera
Ojovan es un jugador de formación francesa (JIFF). Comenzó su carrera deportiva con el equipo Section Paloise, en el cual jugó una temporada (2016-2017), después pasó a Stade Aurillacois Cantal Auvergne (2017-2020), luego a ASM Clermont Auvergne, donde lleva jugando cuatro temporadas.